# Korea Open Tennis Championships 2022
Il Korea Open Tennis Championships 2022 è stato un torneo di tennis giocato su campi in cemento all'aperto. È stata la 18ª edizione del torneo femminile che ritorna a far parte del circuito maggiore nell'ambito del WTA Tour 2022 nella categoria WTA 250, mentre è stata la 1ª edizione del torneo maschile facente parte della categoria ATP Tour 250 nell'ambito dell'ATP Tour 2022. Il torneo femminile si è giocato dal 19 al 25 settembre, mentre quello maschile dal 26 settembre al 2 ottobre, all'Olympic Park Tennis Center a Seul, in Corea del Sud.
Il torneo maschile è stato assegnato dall'ATP con una licenza valida per un solo anno per sopperire alle cancellazioni di alcuni tornei del circuito maggiore dovute alla pandemia di COVID-19.

## Partecipanti al singolare maschile

### Teste di serie
| Nazionalità | Giocatrice        | Ranking* | Testa di serie |
| ----------- | ----------------- | -------- | -------------- |
| Norvegia    | Casper Ruud       | 2        | 1              |
| Regno Unito | Cameron Norrie    | 8        | 2              |
| Stati Uniti | Taylor Fritz      | 12       | 3              |
| Canada      | Denis Shapovalov  | 24       | 4              |
| Regno Unito | Daniel Evans      | 25       | 5              |
| Croazia     | Borna Ćorić       | 26       | 6              |
| Serbia      | Miomir Kecmanović | 33       | 7              |
| Stati Uniti | Jenson Brooksby   | 50       | 8              |

* Ranking al 19 settembre 2022.

### Altre partecipanti
I seguenti giocatori hanno ricevuto una wildcard per il tabellone principale:
- Hong Seong-chan
- Nam Ji-sung
- Kaichi Uchida

I seguenti giocatori sono passati dalle qualificazioni:

- Nicolás Jarry
- Chung Yun-seong
- Wu Tung-lin
- Yosuke Watanuki

I seguenti giocatori sono entrati in tabellone come lucky loser:
- Aleksandar Kovacevic
- Hiroki Moriya
- Shintaro Mochizuki
- Ryan Peniston

### Ritiri
Prima del torneo
- Borna Ćorić → sostituito da  Hiroki Moriya
- Cristian Garín → sostituito da  Emilio Gómez
- Marcos Giron → sostituito da  Ryan Peniston
- Brandon Nakashima → sostituito da  Aleksandar Kovacevic
- Frances Tiafoe → sostituito da  Tseng Chun-hsin
- Jiří Veselý → sostituito da  Tarō Daniel
- Alexander Zverev → sostituito da  Radu Albot
- Taylor Fritz → sostituito da  Shintaro Mochizuki

## Partecipanti al singolare femminile

### Teste di serie
| Nazionalità | Giocatrice             | Ranking* | Testa di serie |
| ----------- | ---------------------- | -------- | -------------- |
| Lettonia    | Jeļena Ostapenko       | 15       | 1              |
|             | Ekaterina Aleksandrova | 24       | 2              |
| Polonia     | Magda Linette          | 67       | 3              |
| Cina        | Zhu Lin                | 69       | 4              |
|             | Varvara Gračëva        | 80       | 5              |
| Regno Unito | Emma Raducanu          | 83       | 6              |
| Germania    | Tatjana Maria          | 84       | 7              |
| Canada      | Rebecca Marino         | 90       | 8              |

* Ranking al 12 settembre 2022.

### Altre partecipanti
Le seguenti giocatrici che hanno ricevuto una Wild card:
- Jeong Bo-young
- Han Na-lae
- Park So-hyun

Le seguenti giocatrici sono entrate in tabellone con il protected ranking:
- Kimberly Birrell
- Eugenie Bouchard
- Yanina Wickmayer

Le seguenti giocatrici sono passate dalle qualificazioni:

- Back Da-yeon
- Lizette Cabrera
- Jana Fett
- Ankita Raina
- Astra Sharma
- Lulu Sun

La seguente giocatrice è stata ripescata in tabellone come lucky loser:
- Victoria Jiménez Kasintseva

### Ritiri
Prima del torneo
- Katie Boulter → sostituita da  Anna Blinkova
- Aleksandra Krunić → sostituita da  Priscilla Hon
- Evgenija Rodina → sostituita da  Yanina Wickmayer
- Katie Swan → sostituita da  Victoria Jiménez Kasintseva

## Partecipanti al doppio maschile

### Teste di serie
| Nazione   | Giocatrice         | Nazione     | Giocatrice                | Rank1 | Seed |
| --------- | ------------------ | ----------- | ------------------------- | ----- | ---- |
| Australia | Matthew Ebden      | Australia   | John Peers                | 47    | 1    |
| Sudafrica | Raven Klaasen      | Stati Uniti | Nathaniel Lammons         | 139   | 2    |
| Colombia  | Nicolás Barrientos | Messico     | Miguel Ángel Reyes Varela | 144   | 3    |
| Ecuador   | Diego Hidalgo      | Colombia    | Cristian Rodríguez        | 149   | 4    |

* Ranking al 12 settembre 2022.

### Altre partecipanti
Le seguenti coppie hanno ricevuto una wild card per il tabellone principale:

## Partecipanti al doppio femminile

### Teste di serie
| Nazione     | Giocatrice             | Nazione     | Giocatrice         | Rank1 | Seed |
| ----------- | ---------------------- | ----------- | ------------------ | ----- | ---- |
| Stati Uniti | Asia Muhammad          | Stati Uniti | Sabrina Santamaria | 114   | 1    |
| Stati Uniti | Kaitlyn Christian      |             | Lidzija Marozava   | 119   | 2    |
|             | Ekaterina Aleksandrova |             | Jana Sizikova      | 137   | 3    |
| Georgia     | Oksana Kalašnikova     | Ucraina     | Nadiia Kičenok     | 174   | 4    |

* Ranking al 12 settembre 2022.

### Altre partecipanti
Le seguenti coppie hanno ricevuto una wild card per il tabellone principale:
- Choi Ji-hee /  Park So-hyun
- Kim Da-bin /  Ku Yeon-woo

Le seguenti coppie sono entrate in tabellone con il protected ranking:
- Kimberly Birrell /  Maddison Inglis
- Kristina Mladenovic /  Yanina Wickmayer

## Campioni

### Singolare maschile
Yoshihito Nishioka ha sconfitto in finale  Denis Shapovalov con il punteggio di 6–4, 7–6(5).
- È il secondo titolo in carriera per Nishioka, il primo della stagione.

### Singolare femminile
Ekaterina Aleksandrova ha sconfitto in finale  Jeļena Ostapenko con il punteggio di 7–6(4), 6–0.
- È il sesto titolo in carriera per la Aleksandrova, il secondo della stagione.

### Doppio maschile
Raven Klaasen /  Nathaniel Lammons hanno sconfitto in finale  Nicolás Barrientos /  Miguel Ángel Reyes Varela con il punteggio di 6-1, 7-5.

### Doppio femminile
Kristina Mladenovic /  Yanina Wickmayer hanno sconfitto in finale  Asia Muhammad /  Sabrina Santamaria con il punteggio di 6-3, 6-2.